# 유럽 남방 천문대
유럽 남방 천문대(European Southern Observatory in the Southern Hemisphere, ESO)는 국제 천문학 연구 기관이다. 유럽 14개 회원국의 지원을 받고 있다. 1962년에 결성되었으며, 최고 수준의 설비로 유럽의 천문학자들이 남반구의 하늘을 관측하는데 활용되고 있다. 세계적으로 구경이 가장 크고 기술적으로 진보된 수준의 천체망원경을 설치해 운영하는 것으로 유명하며, 그 중에는 능동광학 기술을 사용하는 NTT(New Technology Telescope, 신기술 망원경)와 4개의 8미터급 천체망원경과 4대의 1.8미터급 천체망원경으로 구성된 VLT(Very Large Telescope, 초거대 망원경)이 포함된다. 관측 시설은 칠레의 아타카마 사막에, 본부는 독일 뮌헨 부근에 있다.

## 회원국

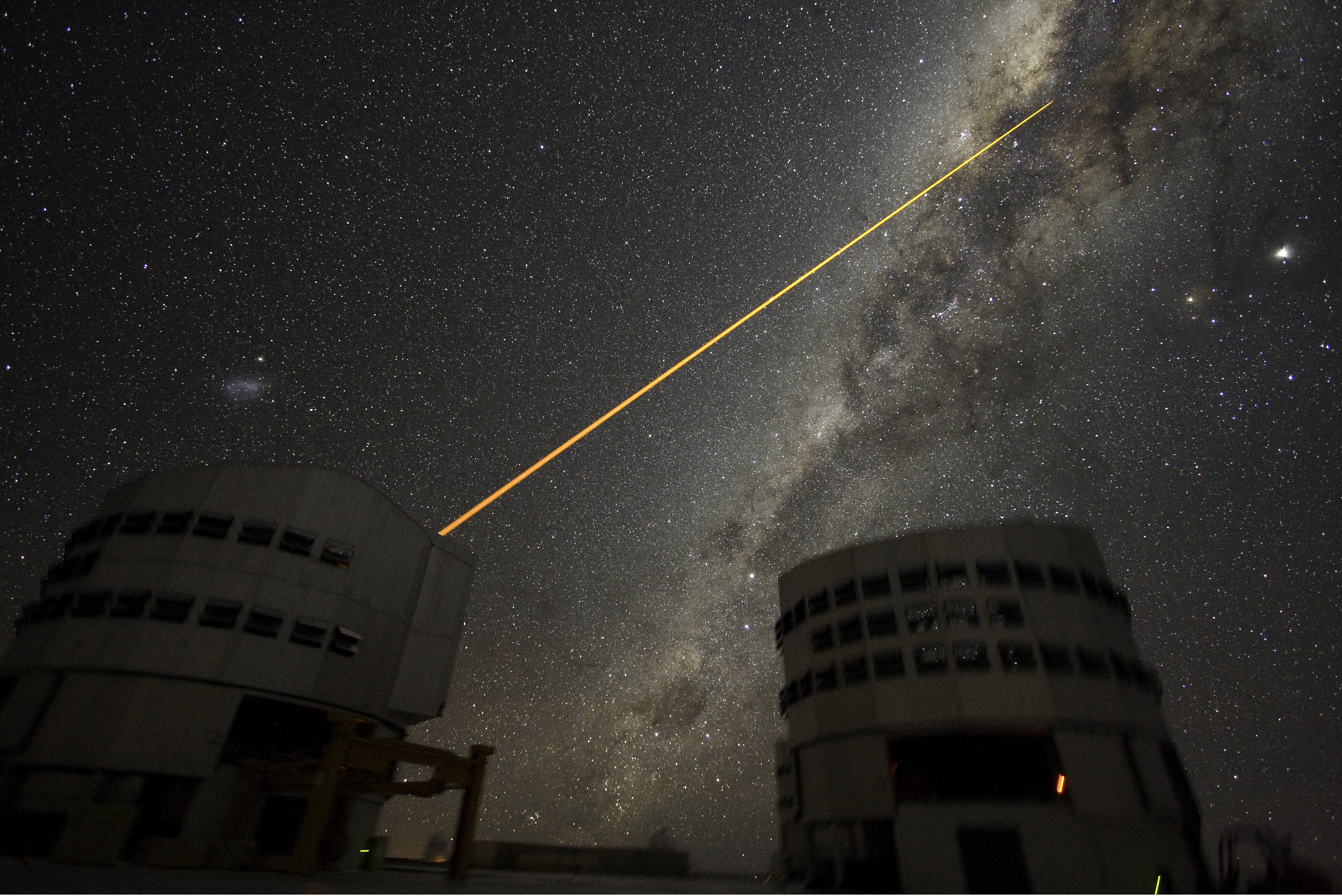
유럽 남방 천문대 소유, 칠레 소재, 라 실라 천문대의 망원경에서 우리 은하 팽대부 방향으로 레이저를 쏘아 보내고 있다.

| 회원국     | 가입            |
| ---------- | --------------- |
| 벨기에     | 1962년          |
| 체코       | 2007년 1월 1일  |
| 덴마크     | 1967년          |
| 독일       | 1962년          |
| 핀란드     | 2004년 7월 1일  |
| 프랑스     | 1962년          |
| 이탈리아   | 1982년 5월 24일 |
| 네덜란드   | 1962년          |
| 포르투갈   | 2000년 6월 27일 |
| 스페인     | 2006년 7월 1일  |
| 스웨덴     | 1962년          |
| 스위스     | 1981년          |
| 영국       | 2002년 7월 8일  |
| 오스트리아 | 2008년 7월 1일  |

## 같이 보기
- 유럽 초대형 망원경
- 로크 데 로스 무차초스 천문대
- 유럽 입자 물리 연구소